# Энн Эллиот
Энн Эллиот (англ. Anne Elliot) — литературный персонаж, главная героиня последнего романа Джейн Остин «Доводы рассудка» (англ. Persuasion). Энн — не типичная для Остин героиня. Она любит не восторженной романтической любовью, которая в основном присуща молодым персонажам Остин. Её чувства и разум глубже, чем у других, она заметно старше, чем предыдущие героини. Во времена Остин этот возраст для не выезжающей женщины считался не просто критическим, а практически безнадежным. Общество воспринимало её как старую деву. Также отличительной чертой Энн можно назвать наличие любовной предыстории (до «Доводов рассудка» Остин не использовала этот прием).

## Жизнь
Энн Эллиот, средняя дочь сэра Уолтера Эллиота, баронета, и Элизабет Стивенсон, родилась 9 августа 1787 года в поместье Киллинч, графство Сомерсет. В 14 лет она потеряла мать и была отправлена в школу в Бате, который с тех пор ненавидела. Там она познакомилась с Харриет Смит, которая стала её подругой в трудное время. Вернувшись из школы в поместье Киллинч, Энн стала для отца и старшей сестры Элизабет «просто Энн»: с её мнением не считались, к её нуждам не прислушивались. В отличие от сестры, Энн не выезжала в Лондон.
Когда ей было 19 лет, она полюбила капитана Фредерика Уэнтворта. Роман развивался стремительно, и спустя несколько месяцев они уже были помолвлены. Однако сэр Уолтер не дал согласия на брак. Кроме того, крёстная и близкий друг Энн леди Рассел тоже была против. Энн смогла убедить себя, что лучше порвать со всем сразу. Она была уверена, что действует во благо Уэнтворта.
В 22 года к ней сватался Чарльз Мазгроув, ближайший сосед Эллиотов, наследник поместья Апперкрос. Энн отказала, уже не прибегая ни к чьим советам, а Чарльз вскоре женился на её младшей сестре Мэри.
Когда ей исполнилось 27 лет, отца Энн настигли финансовые проблемы. Семья решила сдать дом и переселиться в Бат. Дом был снят адмиралом Крофтом и его женой, которая приходилась родной сестрой Фредерику Уэнтворту. Поскольку Энн не уехала в Бат с отцом и старшей сестрой, а осталась погостить у Мэри Мазгроув, она и капитан Уэнтворт стали вращаться в одном кругу. Однако он, хотя и признал, что они были знакомы, не поддерживал с ней никаких отношений, кроме видимой учтивости. Вскоре Энн поняла, что он не простит её, но не может спокойно смотреть на её страдания
Всё изменилось, когда компания из Апперкроса (Чарльз и Мэри Мазгроув, Генриэтта и Луиза Мазгроув, сестры Чарльза, Энн и капитан Уэнтворт) поехали навестить друзей капитана в курортный город Лайм. Там Луиза, за которой капитан якобы ухаживал, прыгнула с пирса и разбила голову. Единственным человеком, сохранившим самообладание, осталась Энн. Она быстро и грамотно оказала Луизе первую помощь и постаралась прекратить панику среди остальных.
Энн уехала из Лайма и вернулась к отцу в Бат. Там за ней начал ухаживать Уильям Эллиот, наследник титула и поместья сэра Уолтера, и даже сделал ей предложение. Энн не отвергала его ухаживания, но её сердце всегда принадлежало капитану Уэнтворту. Она считала, что он влюблен в Луизу Мазгроув и теперь-то всё решится. Харриет Смит, проживающая в Бате в это время, рассказала Энн о прошлом мистера Эллиота, о его бесчестных поступках и грубых высказываниях в адрес семьи Эллиот. Энн и так не собиралась выходить за него, а после рассказа Харриет решила держаться от него как можно дальше.
Капитан Уэнтворт приехал в Бат к Крофтам. Он искал встречи с Энн, и после нескольких случайных столкновений, когда она была в обществе мистера Эллиота, он решил, что опоздал. Но услышав разговор Энн и своего друга капитана Харвила, когда Энн говорила, что у женщин есть «способность любить дольше, когда у любви уж нет надежды на счастье или возлюбленного уж нет в живых». После этого капитан Уэнтворт оставляет Энн письмо с признанием. Они встречаются на улицах Бата и долго разговаривают о восьми потерянных годах. Сэр Уолтер соглашается на брак, который много лет назад казался ему унизительным. Энн обретает счастье рядом с любимым человеком.

## Внешность
Внешность Энн описывается у Остин весьма скупо. По отрывочным сведениям можно понять, что в период своего дебюта она была очень красива, но после любовного разочарования стала худой и бледной, чем в большинстве своем и заслуживала неодобрение отца. У неё были милые черты и темные глаза, леди Рассел видела в Энн "ожившие черты покойной матери". После новой встречи с капитаном Уэнтвортом её внешность "ожила" и снова заиграла красками. На набережной в Лайме "на её щеках играл румянец, глаза блестели, и это придавало былую прелесть правильным милым чертам". Перемены во внешности заметил даже её отец, когда она приехала в Бат.

## Энн Эллиот в экранизациях
- 1960 год — сериал BBC «Доводы рассудка», в исполнении Дафны Слейтер
- 1971 год — сериал BBC «Доводы рассудка», в исполнении Энн Фирбанк
- 1995 год — телевизионный фильм «Доводы рассудка», в исполнении Аманды Рут
- 2007 год — телевизионный фильм BBC «Доводы рассудка», в исполнении Салли Хокинс
- 2022 год — телевизионный фильм MRC Film и Netflix «Доводы рассудка», в исполнении Дакоты Джонсон